# La Langosta
La Langosta, nombre artístico de Juan Gerardo Delgado Muñoz (Lima, 1993), es una drag queen y cantante peruana.

## Biografía
Su infancia y educación primaria transcurrieron en un colegio del barrio de Mirones, en el cercado de Lima, donde sufrió bullying homofóbico, lo que repercutió en su rendimiento académico. Para escapar del acoso escolar, se apuntó a un taller de teatro sabatino, donde encontró un lugar seguro.
Mientras intentaba ingresar a la Escuela Nacional Superior de Arte Dramático (ENSAD), se graduó en Administración Bancaria. Ya en la ENSAD, en 2012 inició su carrera en el arte drag, al que dedicó sus esfuerzos. En 2017 creó su personaje La Langosta, que se inspira en una frase pronunciada en televisión por una participante de una marcha del colectivo ultraconservador y homofóbico Con mis hijos no te metas que declaró que a la comunidad LGBTIQ+ había que «pisotearla como langostas», a propósito de una frase bíblica del Apocalipsis.
Paralelamente, fuera de drag su carrera en la actuación le ha llevado a participar en proyectos teatrales como El jardín de los cerezos, La alondra y Los charcos sucios de la ciudad. También representó al Perú en la segunda edición de la residencia internacional de cine Castello Errante.
La Langosta tuvo su debut en los escenarios en 2021, en un bar del distrito de Miraflores. Su estética es refinada y sensual, con un toque de glamur, gracias a los vestuarios de Jason León, diseñadir de León Atelier, y a la inspiración de otras srags de la escena local, como Tany de la Riva, Go Diva y Georgia Hart. También, ha desarrollado su carrera como presentadora, como el OutfestPerú de 2022 en el Teatro Municipal de Lima, y en diversos eventos en discotecas y clubs de Lima.
Ha sido parte del elenco de Love La Serie, dirigida por Germán Díaz y José Pecho, y escrita por Jesús Orouna, serie web peruana que visibiliza a las personas LGTBIQ+, y que está basada en la obra de teatro Love de 2019 estrenada en el Teatro Ricardo Blume.
En 2023 fue una de las protagonistas, junto a Go Diva y Georgia Hart, del espectáculo ¡Dragtástico!, dirigido por Mario Saldaña, y escrito por Saldaña y Alberto Castro. Fue presentado el 28 de junio, Día Internacional del Orgullo LGBT, en el Gran Teatro Nacional en Lima, y contó con la participación de Ernesto Pimentel.

## Filmografía

### Serie web
- Love La Serie (2021)

### Películas
- Chabuca (2024)

- Arde Lima (2024)

## Teatro
- ¡Dragtástico! (2023)
- Loca… Basada En Hechos Reales (2023)[6]
- Cachudes pero conchudxs (2024)[7]
- De taco y pluma (2024)
- La Langosta, el Unipersonal (2024)